# Рокенрол у Врбасу
Рокенрол је, терминолошки, првобитно означавао нови музички облик који су изводили црнци а касније прихватили и белци у САД. После сукоба Тита и Стаљина, неке вредности западног света брже су стигле у СФРЈ него што би се то могло десити у другим околностима. Неке од тих вредности су џез и рок, као музика, као покрет, као култура и као животни стил.

### Настанак рокенрола у Врбасу
Године 1962. једна група ученика Гимназије „Жарко Зрењанин” из Врбаса, (Мирослав Станков, Виктор Рот, Драган Стојановић, Драгољуб Кривокапић, Бора Греговић и Светлик Аврамов), предвођена професором немачког језика Јосипом Ротом, покренула је музичку секцију из које ће убрзо настати ВИС „Црни бисери”, као пионири рокенрола у Врбасу. У организационе послове везане за формирање овог музичког састава активно се укључује и тадашњи директор Гимназије Бранко Даковић који приходе од радних акција ученика усмерава ка набавци неопхдне музичке опреме. Тако су набављени нови бубњевии електричне гитаре са појачалима. Професор Рот, поред писања аранжмана за новоформирани састав, брине и о њиховом укупном музичком и сценском наступу. Репертоар који се убрзо ствара, састојао се од популарних светских и домаћих рок композиција састава: Шедоуз, Анималс, Ролингстонс, Кинкс, Црвених кораља, Златних дечака, Силуета, Делфина и солиста: Клифа Ричарда, Елвиса Прислија, Тома Џонса, Чаби Чекера и других. Снимке популарних композиција које је емитовао радио Луксембург, чланови састава су бележили помоћу школског магнетофона . За кратко време ВИС „Црни бисери” напредују до тог нивоа да их познати часопис Ритам, који је уређивао Мика Антић, сврстава међу 25 најуспешнијих југословенских вокално инструменталних састава.

### Изложба поводом пола века рокенрола у Врбасу
У Градском музеју Врбаса је 12. маја 2017. године, у склопу манифестације Музеји Србије десет дана од 10 до 10, била је отворена изложба поводом обележавања пола века рокенрола.
Изложба је подстакла велики број Врбашана да посете изложбу. Филмска трака која се развлачи преко зидова изложбеног простора, с развојем приче кроз текст и фотографију, зачињене по којом плочом, грамофоном, плакатом или гитаром, показала се као одлично решење дизајнера.

## Галерија
- Изложбени простор у музеју
- Изложба
- мај 2017.
- Пола века рокенрола у Врбасу